# Elijah Doro Muala
Elijah Doro Muala (ur. 20 stycznia 1960, zm. 16 lutego 2021) – salomoński polityk.
Ukończył szkołę średnią. Przed rozpoczęciem kariery politycznej pracował jako księgowy. W sierpniu 2010 dostał się do Parlamentu Narodowego z okręgu wyborczego South Choiseul. Uzyskał 635 głosów. 27 sierpnia 2010 objął funkcję ministra handlu, przemysłu, pracy i imigracji w rządzie Danny’ego Philipa. Stanowisko zachował w powołanym w listopadzie 2011 gabinecie Gordona Darcy Lilo. Sprawował je do 2014.